# Paratomapoderus nigripes
Paratomapoderus nigripes là một loài bọ cánh cứng trong họ Attelabidae. Loài này được Gerstaecker miêu tả khoa học năm 1855.